# Rivellino di Castel Goffredo

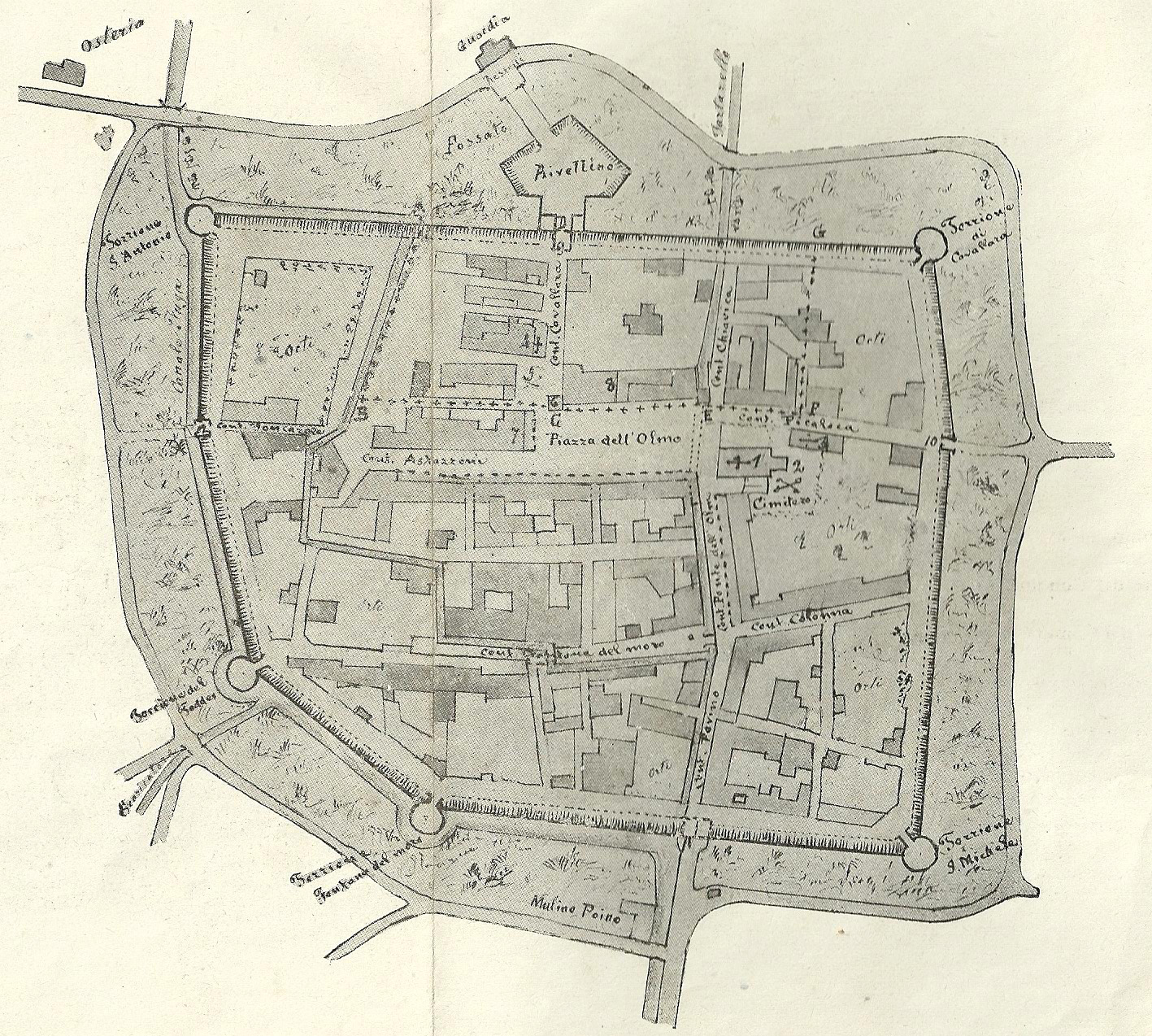
Mappa di Castel Goffredo agli inizi del Cinquecento. Il rivellino è visibile in alto al centro.

Il rivellino di Castel Goffredo era una fortificazione indipendente, costruita a protezione di una delle porte di accesso (Porta di Sopra) alla fortezza di Castel Goffredo, per chi proveniva da nord.

## Storia e descrizione
Intorno al 1460, sotto il marchesato di Alessandro Gonzaga, il primo nucleo abitato di Castel Goffredo (Castrum Vifredi), costruito a ridosso di "Castelvecchio", fu circondato da un secondo ordine di mura. Non è da escludere che Alessandro si sia avvalso della consulenza del famoso architetto militare della corte gonzaghesca di Mantova Giovanni da Padova. Tutto attorno alle mura si estendeva un fossato, originato dal corso dei torrenti Fuga e Tartarello, che nel punto più largo era ampio 25 metri e profondo alcuni metri.
L'accesso al borgo a nord era controllato dalla Porta di Sopra, all'ingresso dell'attuale via Manzoni, a ridosso della quale nel 1460 fu costruito a maggiore difesa il rivellino, separato e staccato dalla cinta muraria esistente. Furono necessari 24 anni per completare l'opera. Costruito in forma poligonale ("asso di picche"), era dotato di doppio ponte levatoio: il primo era situato all'ingresso della fortezza e il secondo, a sbalzo sul fossato, era a protezione del rivellino stesso verso la campagna e dotato di posto di guardia esterno.
Sotto la signoria di Aloisio Gonzaga, a maggiore sicurezza del borgo e del suo signore, venne potenziato l'accesso dal rivellino e furono collocate sullo stesso due lapidi in marmo, che si conservano ancora oggi, murate sulla torre civica:

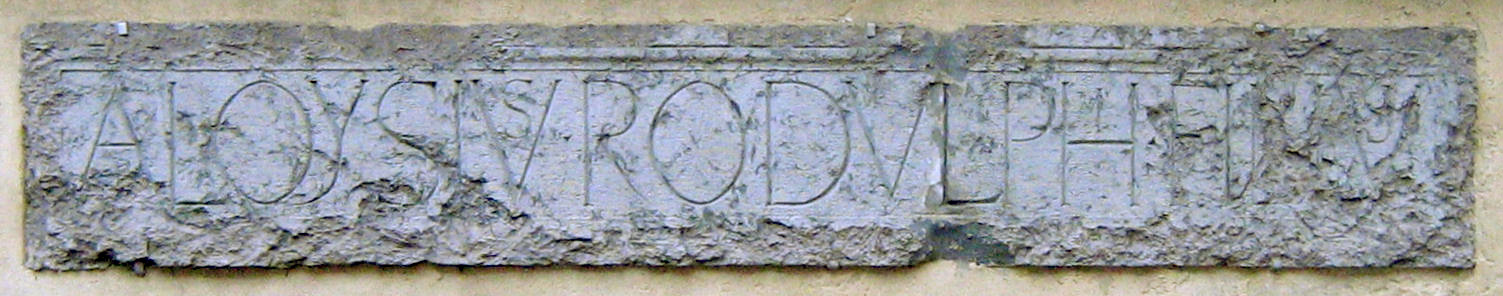
ALOYSIVS RODVLPHI FILIVS

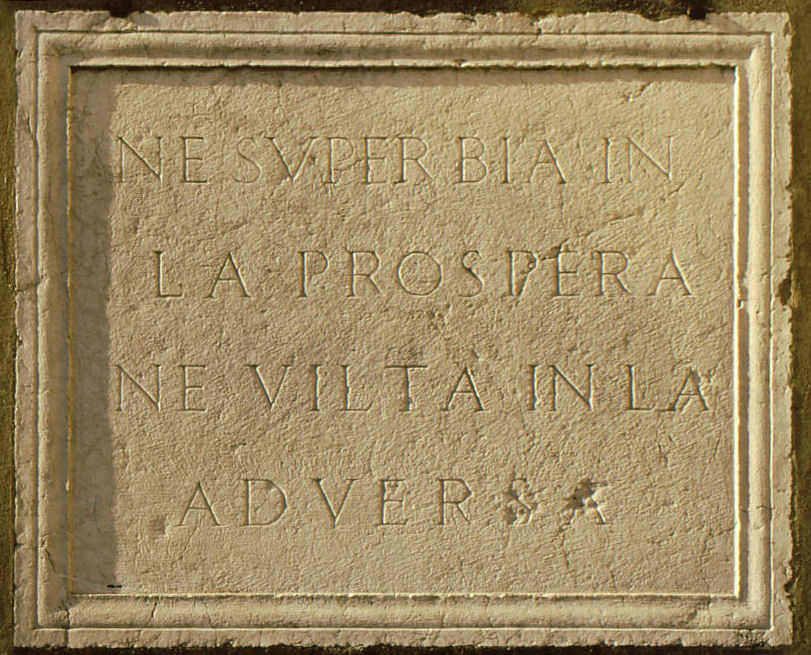
NE' SUPERBIA IN LA PROSPERA NE VILTA' IN LA ADVERSA

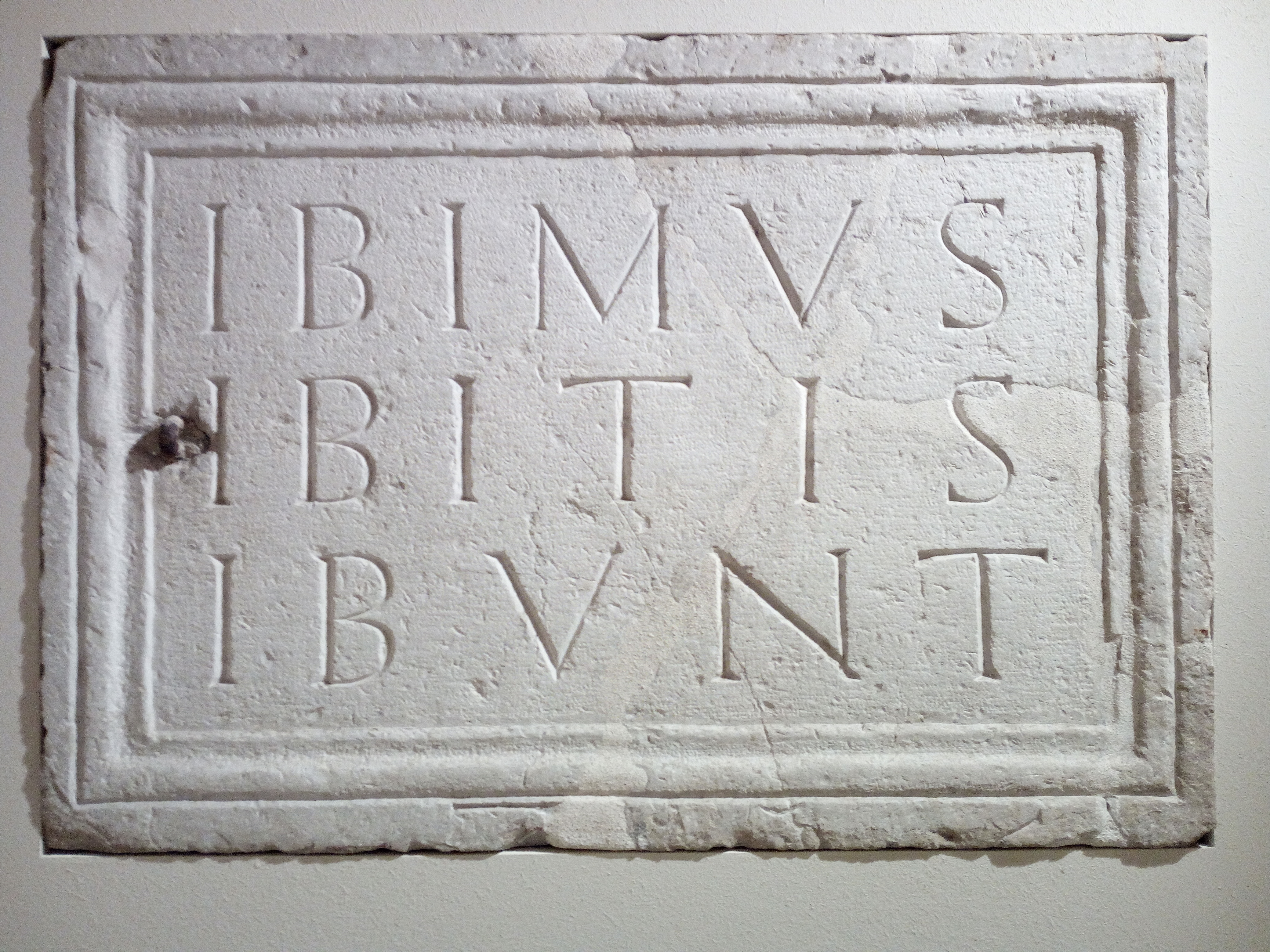
IBIMVS - IBITIS - IBVNT

A metà del Settecento (tra il 1757 e il 1776) iniziò il progressivo abbattimento delle opere di difesa della città, iniziando proprio dal rivellino, e si conclusero nel 1921.

### Altre fonti
- 1999 – Immagina. Castel Goffredo: l'evoluzione di un territorio, CD-ROM, a cura del Comune di Castel Goffredo.